# Daniel Samy
Daniel Samy (né le 8 novembre 1943 à Beaune-les-Mines,) est un coureur cycliste français, professionnel en 1968 et en 1969 dans l'équipe Peugeot-BP-Dunlop. Il compte de nombreuses victoires dans des courses limousines.

## Palmarès
- 1964
  - Championnat du CRC Limousin[4]
- 1965
  - Championnat du Poitou[5]
  - Championnat du Poitou des sociétés[n 1],[6]
  - Limoges-Saint-Léonard-Limoges[7]
  - 2e du Trophée Peugeot[8]
  - 3e du Grand Prix d'Oradour-sur-Vayres
- 1966
  - Championnat du Limousin
  - Circuit boussaquin
  - 1re étape du Tour de Corrèze[9]
  - 2e du Tour de Corrèze
- 1967
  - Championnat du Limousin
  - Championnat du Limousin des sociétés[n 2],[10]
  - Tour des Combrailles :
    - Classement général
    - 4e étape[11]

  - 5e étape de la Route de France[12]
  - 1reb étape du Tour de l'Avenir (clm par équipes)
  - 3e de la Route de France
  - 3e des Trois Jours de Vic-Fezensac[13]
- 1968
  - 3e du Prix Albert-Gagnet
- 1970
  - 3e du Circuit du Cantal
- 1971
  - Circuit des Monts du Livradois
  - 3e et 4e étapes du Circuit de Saône-et-Loire
  - Tour du Livradois :
    - Classement général[14]
    - 3e étape[15]
- 1972
  - 3e du Circuit des Monts du Livradois
- 1973
  - Circuit boussaquin
  - 1rea étape du Tour du Limousin (clm par équipes)[16]
  - Circuit des Boulevards
  - 2e de Limoges-Saint-Léonard-Limoges
  - 2e des Boucles du Bas-Limousin
  - 3e du Tour Nivernais Morvan
- 1974
  - Circuit boussaquin
  - Limoges-Saint-Léonard-Limoges[17]
  - 2e du Circuit des Monts du Livradois
  - 3e du Tour Nivernais Morvan
  - 3e du Circuit des Étangs[18]
- 1975
  - Quatre Routes de Mériguet[19]
  - 2e de Limoges-Saint-Léonard-Limoges
- 1976
  - Boucles de Haute-Vienne :
    - Classement général[20]
    - 2e étape[21]

  - 2e de Limoges-Saint-Léonard-Limoges
- 1977
  - 3e des Boucles de Haute-Vienne[22]
  - 3e du Grand Prix de la Trinité
- 1978
  - Boucles du Bandiat[23]
  - 2e des Boucles de Haute-Vienne[24]
- 1979
  - Boucles du Bas-Limousin

## Résultats sur les grands tours

### Tour d'Italie
1 participation
- 1968 : 76e